# Криницький Володимир Гнатович
Володимир Гнатович Криницький (14 лютого 1883, Бортатичі — 21 квітня 1954, Більськ-Підляський) — український громадський і державний діяч, вояк Армії УНР.

## Життєпис
Народився у селі с. Бортатичі, біля Замостя 14 лютого 1883 року.
У 1907 році закінчив Демидівський юридичний ліцей у місті Ярославль. Почав свою кар'єру у Варшавській судовий палаті. Під час Першої Світової війни був чиновником при штабі 3-ї російської армії.
Від 1918 року займає позицію судового чиновника комісаріяту Холмщини, Української Держави в м. Берестя. З 1919 по 1920 рік в Армії Української Народної Республіки.
У 1920-1939-х роках працює адвокатом у Бересті, де активно захищає права українців на Поліссі. Був засновником «Просвіти» на Поліссі в 1921 році, а також головою місцевого осередку в 1926—1927 і 1933—1938 роках. Посприяв відкриттю української школи ім. О. Стороженка в місті Берестя.
Був представником УНДО в Поліському воєводстві. У 1940 разом з родиною заарештований органами НКВС, а саму родину вислано в Казахстан. 22 червня 1941 року звільнений німецькими військами, після чого очолював правничу секцію Українського допомогового комітету в Бересті.
У 1944 році мешкав в Ченстохові, а потім у Більську-Підляському.